# Moro (Arkansas)

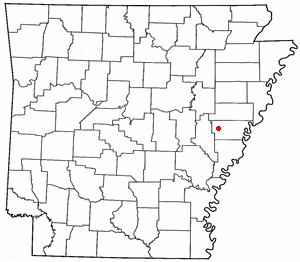
Moro na mapie stanu Arkansas

Moro – miejscowość w stanie Arkansas, w hrabstwie Lee, 241 mieszkańców (2000 r.), w tym 98,34% rasy białej i 1,66% - czarnej.

## Położenie
Współrzędne geograficzne 34°47′40″N 90°59′25″W, powierzchnia 2,4 km².

## Demografia
W roku 2000 znajdowało się tu 109 gospodarstw domowych. W roku 2023 liczba mieszkańców spadła do 168 osób, a gęstość zaludnienia do 70 osób/km².